# Onose Kosuke
Kosuke Onose (小野瀬 康介 (Tiểu-Dã-Lai Khang-Giới) Onose Kōsuke), sinh ngày 22 tháng 4 năm 1993, là một cầu thủ bóng đá người Nhật Bản thi đấu cho Renofa Yamaguchi.

## Thống kê sự nghiệp

### Câu lạc bộ
Cập nhật đến ngày 23 tháng 2 năm 2018.
| Câu lạc bộ       | Mùa giải | Giải vô địch | Giải vô địch | Cúp1    | Cúp1      | Tổng    | Tổng      |
| Câu lạc bộ       | Mùa giải | Số trận      | Bàn thắng    | Số trận | Bàn thắng | Số trận | Bàn thắng |
| ---------------- | -------- | ------------ | ------------ | ------- | --------- | ------- | --------- |
| Yokohama FC      | 2011     | 3            | 0            | 0       | 0         | 3       | 0         |
| Yokohama FC      | 2012     | 15           | 2            | 2       | 0         | 17      | 2         |
| Yokohama FC      | 2013     | 19           | 1            | 1       | 0         | 20      | 1         |
| Yokohama FC      | 2014     | 22           | 1            | 1       | 0         | 23      | 1         |
| Yokohama FC      | 2015     | 37           | 2            | 1       | 0         | 38      | 2         |
| Yokohama FC      | 2016     | 30           | 4            | 3       | 0         | 33      | 4         |
| Renofa Yamaguchi | 2017     | 40           | 6            | 1       | 0         | 41      | 6         |
| Tổng             | Tổng     | 166          | 16           | 9       | 0         | 175     | 16        |

1Bao gồm Cúp Hoàng đế Nhật Bản.